# At the "Golden Circle" Stockholm, Vol. 1 & 2
At the "Golden Circle" Stockholm, Vol. 1 & 2 från 1965 är ett livealbum med Ornette Coleman Trio. Albumen spelades in under två kvällar i december 1965 på jazzklubben Gyllene Cirkeln vid Sveavägen i Stockholm och är Colemans första utgivning på skivbolaget Blue Note.

## Låtlista
All musik är skriven av Ornette Coleman.

### Volume 1
1. Faces and Places – 11:37
2. European Echoes – 7:53
3. Dee Dee – 10:38
4. Dawn – 8:05

Bonusspår på cd-utgåvan från 2002
1. Faces and Places [alt take] – 8:31
2. European Echoes [alt take] – 14:13
3. Doughnuts – 13:30

### Volume 2
1. Snowflakes and Sunshine – 10:43
2. Morning Song – 10:42
3. The Riddle – 9:54
4. Antiques – 12:36

Bonusspår på cd-utgåvan från 2002
1. Morning Song [alt take] – 8:17
2. The Riddle [alt take] – 12:40
3. Antiques [alt take] – 13:00

## Medverkande
- Ornette Coleman – altsaxofon, violin (spår 2:1), trumpet (spår 2:1)
- David Izenzon – bas
- Charles Moffett – trummor